# Nuth
Nuth (limburguès Nut) és un municipi de la província de Limburg, al sud-est dels Països Baixos. L'1 de gener del 2009 tenia 15.733 habitants repartits sobre una superfície de 33,17 km² (dels quals 0,04 km² corresponen a aigua). Limita al nord amb Beek i Schinnen, a l'oest amb Meerssen, a l'est amb Heerlen i al sud amb Valkenburg aan de Geul i Voerendaal.

## Centres de població
| Neerlandès   | Limburguès   | Població |
| Nuth         | Nut          | 5.490    |
| Hulsberg     | Hölsberg     | 3.490    |
| Schimmert    | Sjömmert     | 2.390    |
| Wijnandsrade | Wienesrao    | 1.530    |
| Vaesrade     | Vaosje       | 980      |
| Haasdal      | Hazel        | 830      |
| Arensgenhout | Arensgenhout | 520      |
| Swier        | Zjwier       | 300      |
| Aalbeek      | Aolbaek      | 280      |
| Oensel       | Oansel       | 120      |
| Hommert *    | Hommert      | 90       |
| (Bron: CBS)  |              |          |

## Administració
El consistori municipal consta de 17 membres, format des del 2006 per:
- CDA, 5 regidors
- Leefbaar Nuth, 4 regidors
- PvdA, 4 regidors
- VVD, 3 regidors
- GroenLinks, 1 regidor